# Linna (Pori)
Linna (finnois : Linnan kaupunginosa, français : château) est un quartier de Pori en Finlande. 

## Présentation
Linna est l'un des quartiers de Pori et se situe en plein centre-ville. 
Avec Teljä, Malminpää et Karhunpää, il constitue le cœur de ville de Pori. Linna  est le premier arrondissement de la ville. 
IL est délimité par le parc du Nord, le parc de l'Est, la rue Isolinnankatu et, au nord, le fleuve Kokemäenjoki.  
Le quartier Linna abrite de nombreuses activités, lieux et monuments de Pori. 
Par exemple,  Place du marché, l'ancienne mairie, l'hôtel de ville et l'église centrale de Pori sont situés dans le quartier.

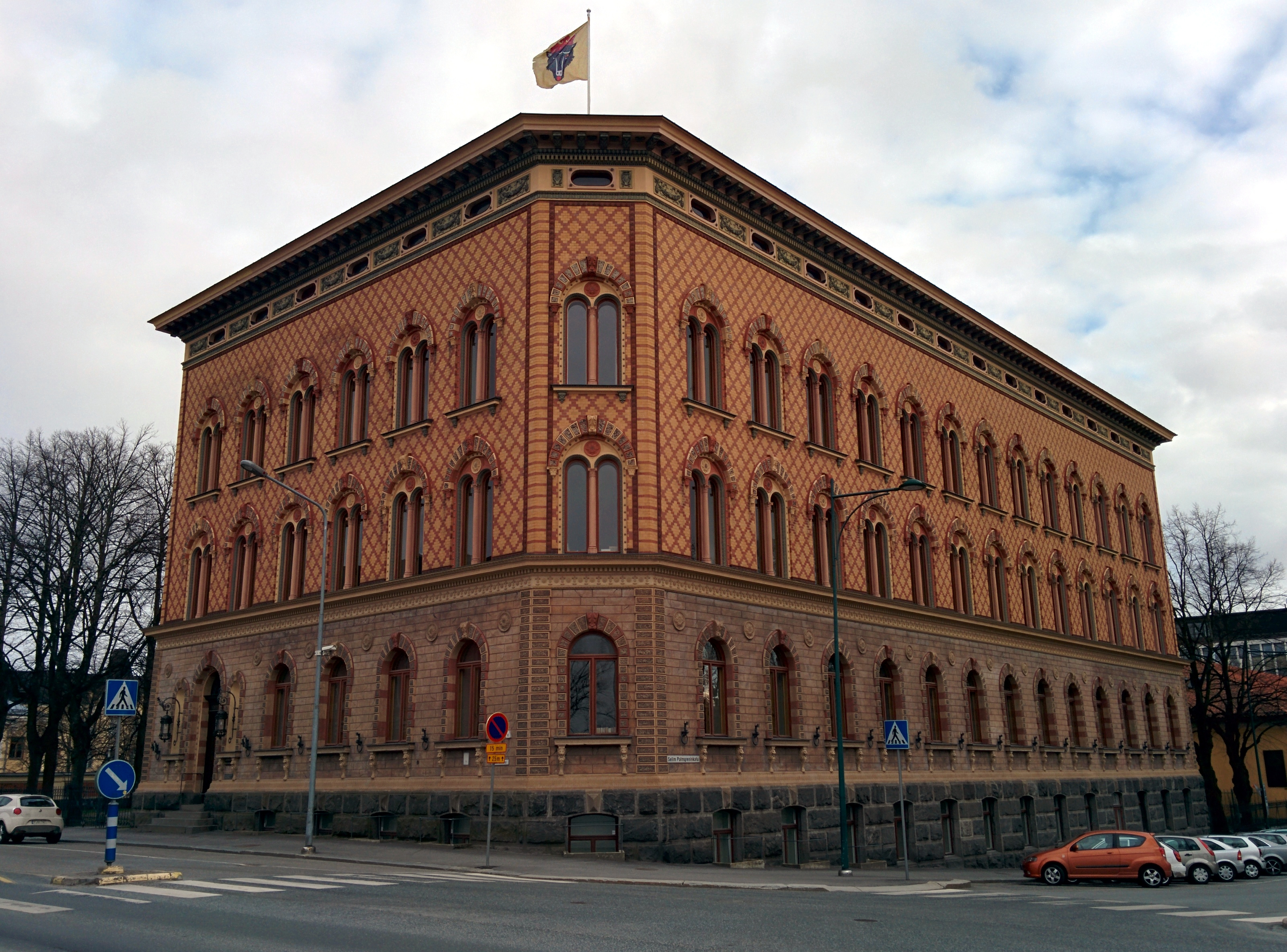
hôtel de ville.
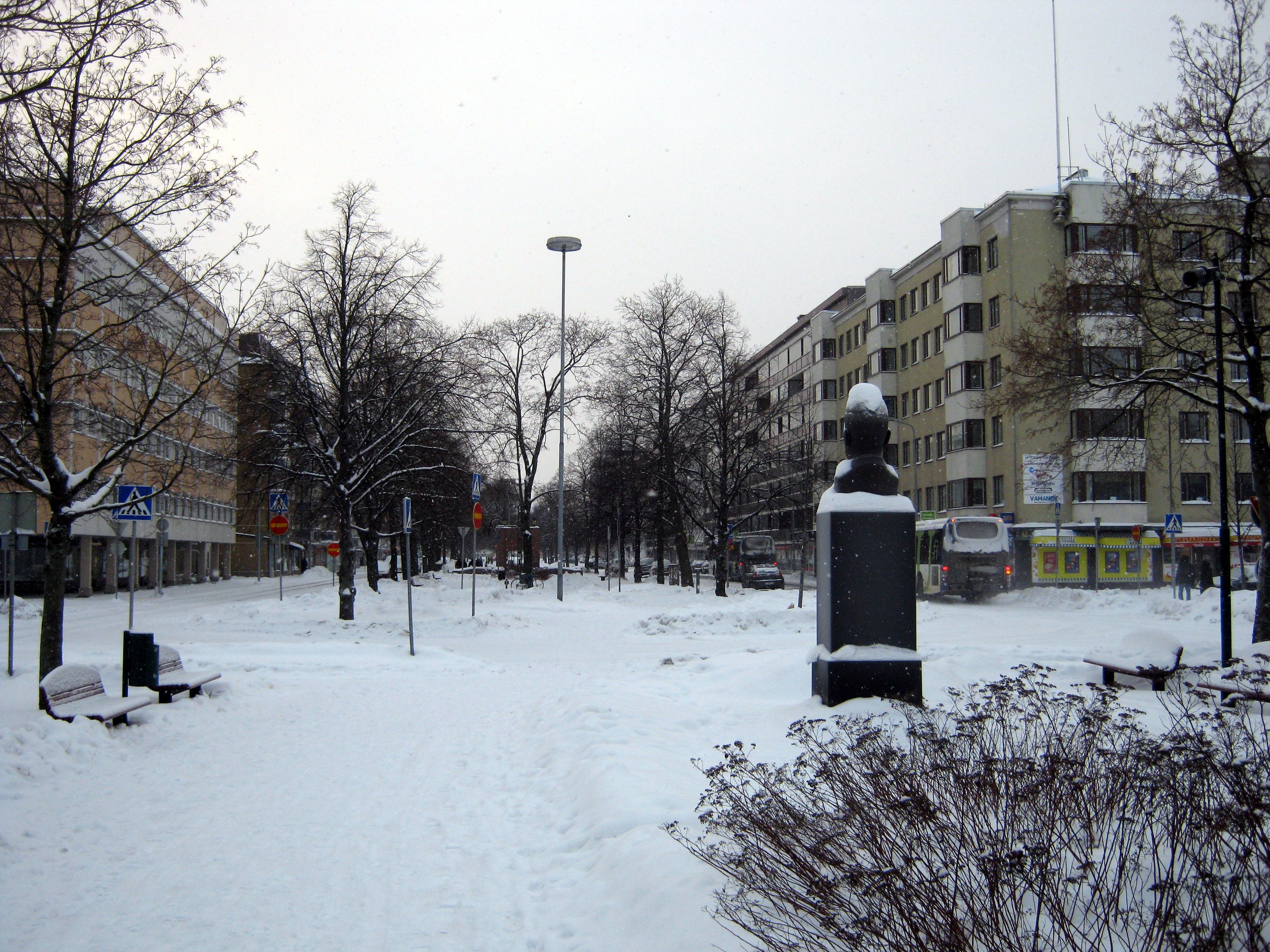
Le parc du Sud.
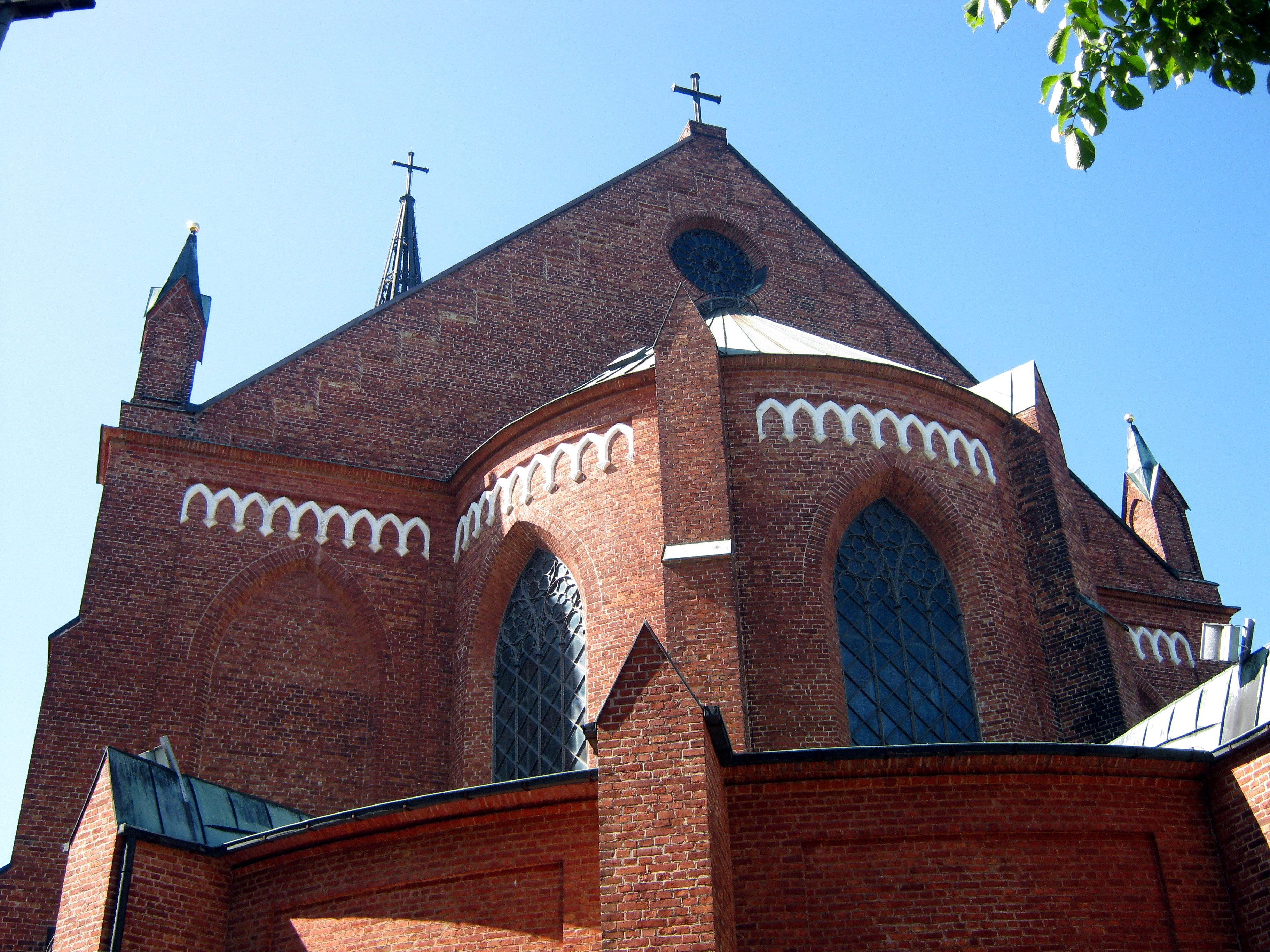
L'église centrale de Pori.
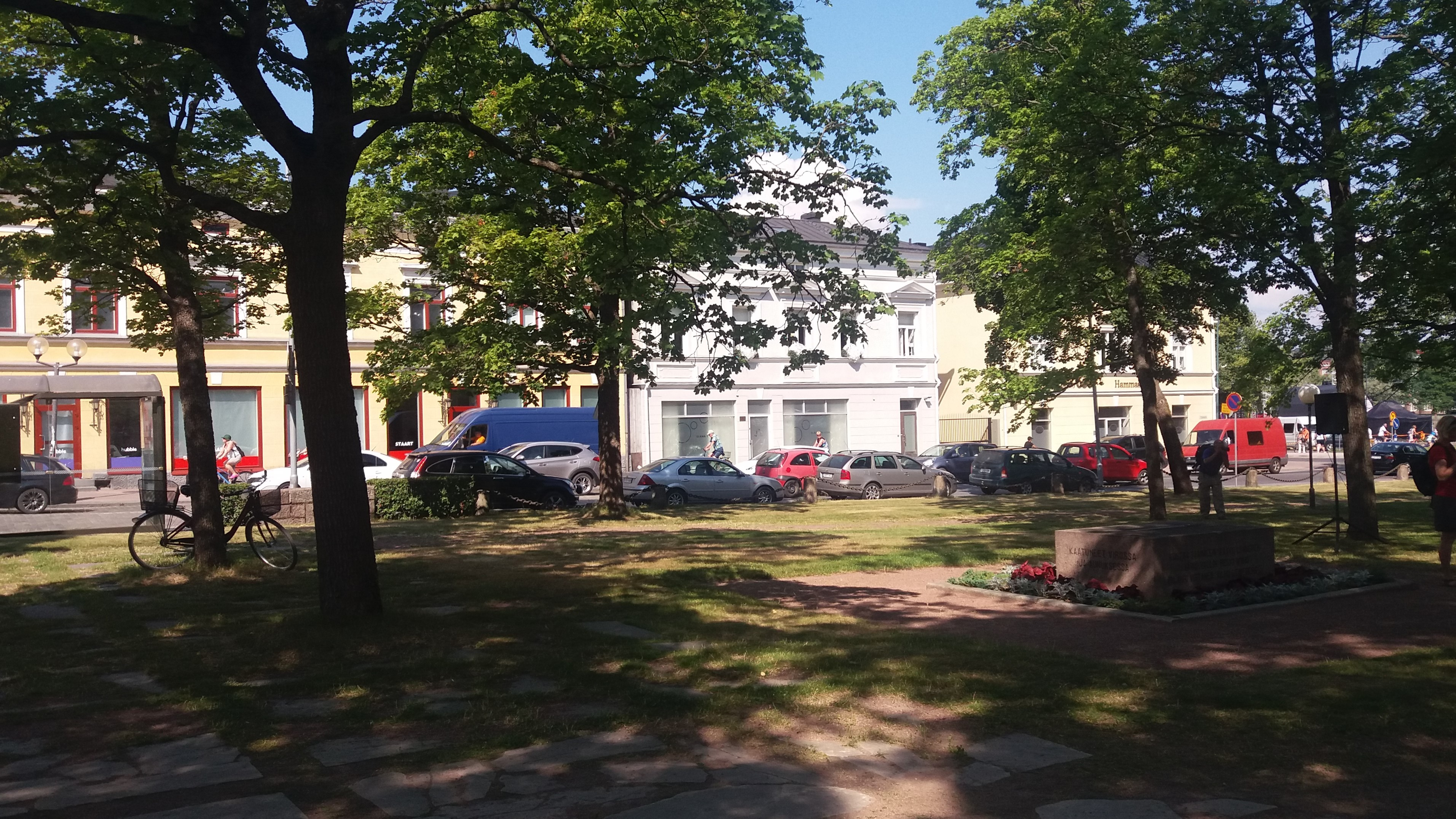
Le parc de l'église centrale de Pori.